# I-Ninja
I-Ninja est un jeu vidéo d'action développé par Argonaut Games, sorti en 2003 sur PlayStation 2, Xbox et GameCube puis porté en 2005 sur PC.

## Système de jeu
Le joueur contrôle un ninja et doit compléter les différents niveaux du jeu afin de récupérer des pierres qui le rendent plus fort, appelées Rage Stones, dans le but de vaincre O-dor, le principal antagoniste du jeu, et son armée,.
Le ninja possède de nombreuses compétences. Il peut par exemple effectuer un double saut, nager, glisser sur des rails ou utiliser son épée à la manière d'une hélice d'hélicoptère afin de planer pendant un temps limité. De plus, lorsque l'occasion se présente, il peut courir le long des murs ou les escalader à la verticale,.

## Postérité
Une suite au jeu était en cours de développement par Argonaut Games, mais elle est annulée avant même d'être dévoilée au grand public.